# Zavirovka
Zavirovka (en rus: Завировка) és un poble del krai de Krasnoiarsk, a Rússia, que en el cens del 2010 tenia 100 habitants. Pertany al districte de Zaoziorni.